# Liste des ministres de Basse-Saxe
Cette page recense l'ensemble des ministres ayant siégé, depuis 1946, dans les gouvernements du Land allemand de Basse-Saxe. La liste est présentée selon le dernier ordre protocolaire connu.

## Ministres actuels
| Fonction                                                                     | Nom | Nom              | Parti  |
| ---------------------------------------------------------------------------- | --- | ---------------- | ------ |
| Vice-ministre-présidente Ministre de l'Éducation                             |     | Julia Hamburg    | Grünen |
| Ministre de l'Intérieur et des Sports                                        |     | Boris Pistorius  | SPD    |
| Ministre de l'Économie, des Travaux publics, des Transports et du Numérique  |     | Olaf Lies        | SPD    |
| Ministre de l'Environnement, de l'Énergie et du Climat                       |     | Christian Meyer  | Grünen |
| Ministre des Finances                                                        |     | Gerald Heere     | Grünen |
| Ministre de la Justice                                                       |     | Kathrin Wahlmann | SPD    |
| Ministre de l'Alimentation, de l'Agriculture et de la Consommation           |     | Miriam Staudte   | Grünen |
| Ministre de la Science et de la Culture                                      |     | Falko Mohrs      | SPD    |
| Ministre des Affaires sociales, du Travail, de la Santé et de l'Égalité      |     | Daniela Behrens  | SPD    |
| Ministre des Affaires fédérales et européennes, et du Développement régional |     | Wiebke Osigus    | SPD    |

## Ministres par portefeuille

### Vice-ministre-président
| Portefeuille                               | Nom | Nom                   | Parti  | Dates                 |
| ------------------------------------------ | --- | --------------------- | ------ | --------------------- |
| Transports (jusqu'au 11/01/1947)           |     | Theodor Tantzen       | FDP    | 25/11/1946-19/04/1947 |
| Aucun Intérieur (09/06/1948)               |     | Richard Borowski      | SPD    | 11/06/1947-12/06/1951 |
| Alimentation, Agriculture et Forêts        |     | Friedrich von Kessel  | GB/BHE | 13/06/1951-26/05/1955 |
| Intérieur Finances (19/11/1957)            |     | August Wegmann        | CDU    | 26/05/1955-05/05/1959 |
| Finances                                   |     | Hermann Ahrens        | GB/BHE | 12/05/1959-12/06/1963 |
| Économie et Transports                     |     | Carlo Graaff          | FDP    | 12/06/1963-13/05/1963 |
| Éducation                                  |     | Richard Langeheine    | CDU    | 19/05/1963-08/07/1970 |
| Affaires sociales                          |     | Kurt Partzsch         | SPD    | 08/07/1970-10/07/1974 |
| Intérieur                                  |     | Rötger Groß           | FDP    | 10/07/1974-06/02/1976 |
| Affaires fédérales                         |     | Wilfried Hasselmann   | CDU    | 06/02/1976-19/01/1977 |
| Intérieur                                  |     | Rötger Groß           | FDP    | 19/01/1977-28/06/1978 |
| Affaires fédérales Intérieur (09/07/1986)  |     | Wilfried Hasselmann   | CDU    | 28/06/1978-31/10/1988 |
| Intérieur                                  |     | Josef Stock           | CDU    | 09/11/1988-21/06/1990 |
| Intérieur                                  |     | Gerhard Glogowski     | SPD    | 21/06/1990-28/10/1998 |
| Femmes, Travail et Affaires sociales       |     | Heidrun Merk          | SPD    | 28/10/1998-12/12/2000 |
| Éducation                                  |     | Renate Jürgens-Pieper | SPD    | 13/12/2000-04/03/2003 |
| Économie, Travail et Transports            |     | Walter Hirche         | FDP    | 04/03/2003-18/02/2009 |
| Économie, Travail et Transports            |     | Philipp Rösler        | FDP    | 18/02/2009-27/10/2009 |
| Économie, Travail et Transports            |     | Jörg Bode             | FDP    | 28/10/2009-19/02/2013 |
| Environnement, Énergie et Climat           |     | Stefan Wenzel         | Grünen | 19/02/2013-22/11/2017 |
| Économie, Travail, Transports et Numérique |     | Bernd Althusmann      | CDU    | 22/11/2017-08/11/2022 |
| Éducation                                  |     | Julia Hamburg         | Grünen | 08/11/2022-           |

### Intérieur
| Titre                                                                                              | Nom | Nom                        | Parti | Dates                 |
| -------------------------------------------------------------------------------------------------- | --- | -------------------------- | ----- | --------------------- |
| Intérieur                                                                                          |     | Günther Gereke             | CDU   | 09/12/1946-12/02/1947 |
| Intérieur                                                                                          |     | Hinrich Wilhelm Kopf       | SPD   | 11/06/1947-11/03/1948 |
| Intérieur                                                                                          |     | Richard Borowski           | SPD   | 09/06/1948-26/05/1955 |
| Intérieur                                                                                          |     | August Wegmann             | CDU   | 26/05/1955-19/11/1957 |
| Intérieur                                                                                          |     | Hinrich Wilhelm Kopf       | SPD   | 19/11/1957-05/05/1959 |
| Intérieur                                                                                          |     | Otto Bennemann             | SPD   | 12/05/1959-05/07/1967 |
| Intérieur                                                                                          |     | Richard Lehners            | SPD   | 05/07/1967-10/07/1974 |
| Intérieur                                                                                          |     | Rötger Groß                | FDP   | 10/07/1974-06/02/1976 |
| Intérieur                                                                                          |     | Wilfried Hasselmann        | CDU   | 06/02/1976-12/05/1976 |
| Intérieur                                                                                          |     | Gustav Bosselmann          | CDU   | 12/05/1976-19/01/1977 |
| Intérieur                                                                                          |     | Rötger Groß                | FDP   | 19/01/1977-28/06/1978 |
| Intérieur                                                                                          |     | Egbert Möcklinghoff        | CDU   | 28/06/1978-09/07/1986 |
| Intérieur                                                                                          |     | Wilfried Hasselmann        | CDU   | 09/07/1986-31/10/1988 |
| Intérieur                                                                                          |     | Josef Stock                | CDU   | 09/11/1988-21/06/1990 |
| Intérieur                                                                                          |     | Gerhard Glogowski          | SPD   | 21/06/1990-28/10/1998 |
| Intérieur                                                                                          |     | Heiner Bartling            | SPD   | 28/10/1998-04/03/2003 |
| Intérieur et Sports Intérieur, Sports et Intégration (26/02/2008) Intérieur et Sports (27/04/2010) |     | Uwe Schünemann             | CDU   | 04/03/2003-19/02/2013 |
| Intérieur et Sports                                                                                |     | Boris Pistorius            | SPD   | 19/02/2013-18/01/2023 |
| Intérieur et Sports                                                                                |     | Intérim de Daniela Behrens | SPD   | 18/01/2023-           |

### Économie
| Titre                                              | Nom | Nom                  | Parti  | Dates                 |
| -------------------------------------------------- | --- | -------------------- | ------ | --------------------- |
| Économie Économie et Transports (11/06/1947)       |     | Alfred Kubel         | SPD    | 25/11/1946-11/03/1948 |
| Économie et Transports                             |     | Otto Fricke          | CDU    | 09/06/1948-23/08/1950 |
| Économie et Transports                             |     | Alfred Kubel         | SPD    | 23/08/1948-12/06/1951 |
| Économie et Transports                             |     | Hermann Ahrens       | GB/BHE | 13/06/1951-19/11/1957 |
| Économie et Transports                             |     | Alfred Kubel         | SPD    | 19/11/1957-05/05/1959 |
| Économie et Transports                             |     | Carlo Graaff         | FDP    | 12/05/1959-13/05/1963 |
| Économie et Transports                             |     | Karl Möller          | CDU    | 19/05/1963-08/07/1970 |
| Économie et Fonction publique                      |     | Helmut Greulich      | SPD    | 08/07/1970-10/07/1974 |
| Économie et Transports                             |     | Erich Küpker         | FDP    | 10/07/1974-           |
| Économie et Transports                             |     | Ernst Albrecht       | CDU    | 06/02/1976-25/02/1976 |
| Économie et Transports                             |     | Walther Leisler Kiep | CDU    | 25/02/1976-19/01/1977 |
| Économie et Transports                             |     | Erich Küpker         | FDP    | 19/01/1977-28/06/1978 |
| Économie et Transports                             |     | Birgit Breuel        | CDU    | 28/06/1978-09/07/1986 |
| Économie, Transports et Technologie                |     | Walter Hirche        | FDP    | 09/07/1986-21/06/1990 |
| Économie, Transports et Technologie                |     | Peter Fischer (de)   | SPD    | 21/06/1990-12/12/2000 |
| Économie, Transports et Technologie                |     | Susanne Knorre       | Sans   | 13/12/2000-04/03/2003 |
| Économie, Travail et Transports                    |     | Walter Hirche        | FDP    | 04/03/2003-18/02/2009 |
| Économie, Travail et Transports                    |     | Philipp Rösler       | FDP    | 18/02/2009-27/10/2009 |
| Économie, Travail et Transports                    |     | Jörg Bode            | FDP    | 28/10/2009-19/02/2013 |
| Économie, Travail et Transports                    |     | Olaf Lies            | SPD    | 19/02/2013-22/11/2017 |
| Économie, Travail, Transports et Numérique         |     | Bernd Althusmann     | CDU    | 22/11/2017-08/11/2022 |
| Économie, Travaux publics, Transports et Numérique |     | Olaf Lies            | SPD    | 08/11/2022-           |

### Environnement
| Titre                                              | Nom | Nom                  | Parti      | Dates                 |
| -------------------------------------------------- | --- | -------------------- | ---------- | --------------------- |
| Environnement                                      |     | Werner Remmers       | CDU        | 09/07/1986-21/06/1990 |
| Environnement                                      |     | Monika Griefahn      | SPD (1992) | 21/06/1990-30/03/1998 |
| Environnement                                      |     | Wolfgang Jüttner     | SPD        | 30/03/1998-04/03/2003 |
| Environnement Environnement et Climat (26/02/2008) |     | Hans-Heinrich Sander | FDP        | 04/03/2003-17/01/2012 |
| Environnement et Climat                            |     | Stefan Birkner       | FDP        | 17/01/2012-19/02/2013 |
| Environnement, Énergie et Climat                   |     | Stefan Wenzel        | Grünen     | 19/02/2013-22/11/2017 |
| Environnement, Travaux publics et Énergie          |     | Olaf Lies            | SPD        | 22/11/2017-08/11/2022 |
| Environnement, Énergie et Climat                   |     | Christian Meyer      | Grünen     | 08/11/2022-           |

### Finances
| Titre    | Nom | Nom                    | Parti  | Dates                 |
| -------- | --- | ---------------------- | ------ | --------------------- |
| Finances |     | Georg Strickrodt       | CDU    | 25/11/1946-23/08/1950 |
| Finances |     | Hinrich Wilhelm Kopf   | SPD    | 23/08/1950-12/06/1951 |
| Finances |     | Alfred Kubel           | SPD    | 13/06/1951-26/05/1955 |
| Finances |     | Helmuth Andreas Koch   | CDU    | 26/05/1955-19/11/1957 |
| Finances |     | August Wegmann         | CDU    | 19/11/1957-05/05/1959 |
| Finances |     | Hermann Ahrens         | GB/BHE | 12/05/1959-12/06/1963 |
| Finances |     | Jan Eilers             | FDP    | 12/06/1963-13/05/1965 |
| Finances |     | Alfred Kubel           | SPD    | 19/05/1965-08/07/1970 |
| Finances |     | Siegfried Heinke       | SPD    | 08/07/1970-10/07/1974 |
| Finances |     | Helmut Kasimier        | SPD    | 10/07/1974-06/02/1976 |
| Finances |     | Ernst Albrecht         | CDU    | 06/02/1976-25/02/1976 |
| Finances |     | Walther Leisler Kiep   | CDU    | 25/02/1976-04/11/1980 |
| Finances |     | Burkhard Ritz          | CDU    | 03/12/1980-09/07/1986 |
| Finances |     | Birgit Breuel          | CDU    | 09/07/1986-21/06/1990 |
| Finances |     | Hinrich Swieter        | SPD    | 21/06/1990-01/11/1996 |
| Finances |     | Willi Waike            | SPD    | 01/11/1996-30/03/1998 |
| Finances |     | Heinrich Aller         | SPD    | 30/03/1998-04/03/2003 |
| Finances |     | Hartmut Möllring       | CDU    | 04/03/2003-19/02/2013 |
| Finances |     | Peter-Jürgen Schneider | SPD    | 19/02/2013-22/11/2017 |
| Finances |     | Reinhold Hilbers       | CDU    | 22/11/2017-08/11/2022 |
| Finances |     | Gerald Heere           | Grünen | 08/11/2022-           |

### Justice
| Titre                                                               | Nom | Nom                       | Parti   | Dates                 |
| ------------------------------------------------------------------- | --- | ------------------------- | ------- | --------------------- |
| Justice                                                             |     | Wilhelm Ellinghaus        | SPD     | 25/11/1946-19/04/1947 |
| Justice Justice et Dénazification (13/10/1957) Justice (22/05/1949) |     | Werner Hofmeister         | CDU     | 11/06/1947-23/08/1950 |
| Justice                                                             |     | Otto Krapp                | Zentrum | 11/06/1947-01/12/1953 |
| Justice                                                             |     | Hinrich Wilhelm Kopf      | SPD     | 01/12/1953-26/05/1955 |
| Justice                                                             |     | Richard Langeheine        | DP      | 26/05/1955-03/10/1956 |
| Justice                                                             |     | Arvid von Nottbeck        | FDP     | 03/10/1956-19/11/1957 |
| Justice                                                             |     | Werner Hofmeister         | CDU     | 19/11/1957-05/05/1959 |
| Justice                                                             |     | Arvid von Nottbeck        | FDP     | 12/05/1959-13/05/1963 |
| Justice                                                             |     | Gustav Bosselmann         | CDU     | 19/05/1963-08/07/1970 |
| Justice                                                             |     | Hans Schäfer              | SPD     | 08/07/1970-06/02/1976 |
| Justice                                                             |     | Ernst Albrecht            | CDU     | 06/02/1976-12/05/1976 |
| Justice                                                             |     | Hans Puvogel              | CDU     | 12/05/1976-04/04/1978 |
| Justice                                                             |     | Ernst Albrecht            | CDU     | 04/04/1978-28/06/1978 |
| Justice                                                             |     | Hans-Dieter Schwind       | CDU     | 28/06/1978-22/06/1982 |
| Justice                                                             |     | Walter Remmers            | CDU     | 22/06/1982-21/06/1990 |
| Justice                                                             |     | Heidrun Merk              | SPD     | 21/06/1990-30/03/1998 |
| Justice et Affaires européennes Justice (15/12//1998)               |     | Wolf Weber                | SPD     | 30/03/1998-12/12/2000 |
| Justice                                                             |     | Christian Pfeiffer        | SPD     | 13/12/2000-04/03/2003 |
| Justice                                                             |     | Elisabeth Heister-Neumann | CDU     | 04/03/2003-26/02/2008 |
| Justice                                                             |     | Bernd Busemann            | CDU     | 26/02/2008-19/02/2013 |
| Justice                                                             |     | Antje Niewisch-Lennartz   | Grünen  | 19/02/2013-22/11/2017 |
| Justice                                                             |     | Barbara Havliza           | Sans    | 22/11/2017-08/11/2022 |
| Justice                                                             |     | Kathrin Wahlmann          | SPD     | 08/11/2022-           |

### Agriculture
| Titre | Nom | Nom                  | Parti  | Dates                 |
| --- | --- | -------------------- | ------ | --------------------- |
| Alimentation, Agriculture et Forêts |     | August Block         | NLP/DP | 25/11/1946-11/03/1948 |
| Alimentation, Agriculture et Forêts |     | Günther Gereke       | CDU    | 09/06/1948-21/06/1950 |
| Alimentation, Agriculture et Forêts |     | Hinrich Wilhelm Kopf | SPD    | 22/06/1950-12/06/1951 |
| Alimentation, Agriculture et Forêts |     | Friedrich von Kessel | GB/BHE | 13/06/1951-19/11/1957 |
| Alimentation, Agriculture et Forêts |     | Kurt Rißling         | CDU    | 19/11/1957-05/05/1959 |
| Alimentation, Agriculture et Forêts |     | Alfred Kubel         | SPD    | 12/05/1959-13/05/1963 |
| Alimentation, Agriculture et Forêts |     | Wilfried Hasselmann  | CDU    | 19/05/1963-08/07/1970 |
| Alimentation, Agriculture et Forêts |     | Klaus-Peter Bruns    | SPD    | 08/07/1970-06/02/1976 |
| Alimentation, Agriculture et Forêts |     | Gerhard Glup         | CDU    | 06/02/1976-09/07/1986 |
| Alimentation, Agriculture et Forêts |     | Burkhard Ritz        | CDU    | 09/07/1986-21/06/1990 |
| Alimentation, Agriculture et Forêts |     | Karl-Heinz Funke     | SPD    | 21/06/1990-28/10/1998 |
| Alimentation, Agriculture et Forêts |     | Uwe Bartels          | SPD    | 28/10/1998-04/03/2003 |
| Milieu rural, Alimentation, Agriculture et Protection des consommateurs Milieu rural, Agriculture, Protection des consommateurs et Développement régional (26/02/2008) |     | Hans-Heinrich Ehlen  | CDU    | 04/03/2003-27/04/2010 |
| Milieu rural, Agriculture, Protection des consommateurs et Développement régional                                                                                      |     | Astrid Grotelüschen  | CDU    | 27/04/2010-17/12/2010 |
| Milieu rural, Agriculture, Protection des consommateurs et Développement régional                                                                                      |     | Gert Lindemann       | CDU    | 19/01/2011-19/02/2013 |
| Alimentation, Agriculture et Protection des consommateurs |     | Christian Meyer      | Grünen | 19/02/2013-22/11/2017 |
| Alimentation, Agriculture et Protection des consommateurs |     | Barbara Otte-Kinast  | CDU    | 22/11/2017-08/11/2022 |
| Alimentation, Agriculture et Protection des consommateurs |     | Miriam Staudte       | Grünen | 08/11/2022-           |

### Éducation
| Titre                                                | Nom | Nom                        | Parti  | Dates                 |
| ---------------------------------------------------- | --- | -------------------------- | ------ | --------------------- |
| Éducation, Culture et Science Éducation (11/06/1947) |     | Adolf Grimme               | SPD    | 25/11/1946-15/11/1948 |
| Éducation                                            |     | Hinrich Wilhelm Kopf       | SPD    | 15/11/1948-10/12/1948 |
| Éducation                                            |     | Richard Voigt              | SPD    | 10/12/1948-26/05/1955 |
| Éducation                                            |     | Leonhard Schlüter          | FDP    | 26/05/1955-11/06/1955 |
| Éducation                                            |     | Heinrich Hellwege          | DP     | 11/06/1955-14/09/1955 |
| Éducation                                            |     | Richard Tantzen            | FDP    | 14/09/1955-28/02/1956 |
| Éducation                                            |     | Richard Langeheine         | DP     | 28/02/1956-05/05/1959 |
| Éducation                                            |     | Richard Voigt              | SPD    | 12/05/1959-12/06/1963 |
| Éducation                                            |     | Hans Mühlenfeld            | FDP    | 12/06/1963-24/04/1965 |
| Éducation                                            |     | Richard Langeheine         | CDU    | 19/05/1963-08/07/1970 |
| Éducation                                            |     | Peter von Oertzen          | SPD    | 08/07/1970-10/07/1974 |
| Éducation                                            |     | Ernst Gottfried Mahrenholz | SPD    | 10/07/1974-06/02/1976 |
| Éducation                                            |     | Werner Remmers             | CDU    | 13/02/1976-22/06/1982 |
| Éducation                                            |     | Egbert Möcklinghoff        | CDU    | 22/06/1982-22/09/1982 |
| Éducation                                            |     | Georg-Berndt Oschatz       | CDU    | 22/09/1982-30/04/1987 |
| Éducation                                            |     | Wolfgang Knies             | CDU    | 06/05/1987-09/11/1988 |
| Éducation                                            |     | Horst Horrmann             | CDU    | 09/11/1988-21/06/1990 |
| Éducation                                            |     | Rolf Wernstedt             | SPD    | 21/06/1990-30/03/1998 |
| Éducation                                            |     | Renate Jürgens-Pieper      | SPD    | 30/03/1998-04/03/2003 |
| Éducation                                            |     | Bernd Busemann             | CDU    | 04/03/2003-26/02/2008 |
| Éducation                                            |     | Elisabeth Heister-Neumann  | CDU    | 26/02/2008-27/04/2010 |
| Éducation                                            |     | Bernd Althusmann           | CDU    | 27/04/2010-19/02/2013 |
| Éducation                                            |     | Frauke Heiligenstadt       | SPD    | 19/02/2013-22/11/2017 |
| Éducation                                            |     | Grant Hendrik Tonne        | SPD    | 22/11/2017-08/11/2022 |
| Éducation                                            |     | Julia Hamburg              | Grünen | 08/11/2022-           |

### Science
| Titre              | Nom | Nom                     | Parti  | Dates                 |
| ------------------ | --- | ----------------------- | ------ | --------------------- |
| Science et Culture |     | Joist Grolle            | SPD    | 10/07/1974-06/02/1976 |
| Science et Culture |     | Werner Remmers          | CDU    | 13/02/1976-16/02/1977 |
| Science et Culture |     | Eduard Pestel           | Sans   | 16/02/1977-20/05/1981 |
| Science et Culture |     | Johann-Tönjes Cassens   | CDU    | 20/05/1981-21/06/1990 |
| Science et Culture |     | Helga Schuchardt        | Sans   | 21/06/1990-30/03/1998 |
| Science et Culture |     | Thomas Oppermann        | SPD    | 30/03/1998-04/03/2003 |
| Science et Culture |     | Lutz Stratmann          | CDU    | 04/03/2003-27/04/2010 |
| Science et Culture |     | Johanna Wanka           | CDU    | 27/04/2010-19/02/2013 |
| Science et Culture |     | Gabriele Heinen-Kljajic | Grünen | 19/02/2013-22/11/2017 |
| Science et Culture |     | Björn Thümler           | CDU    | 22/11/2017-08/11/2022 |
| Science et Culture |     | Falko Mohrs             | SPD    | 08/11/2022-           |

### Affaires sociales
| Titre | Nom | Nom                     | Parti  | Dates                 |
| --- | --- | ----------------------- | ------ | --------------------- |
| Reconstruction et Travail Reconstruction, Travail et Santé (11/06/1947)                                   |     | Hans-Christoph Seebohm  | NLP/DP | 25/11/1946-11/03/1948 |
| Reconstruction, Travail et Santé                                                                          |     | Alfred Kubel            | SPD    | 09/06/1948-18/09/1950 |
| Affaires des expulsés, Affaires sociales et sanitaires Affaires sociales (13/06/1951)                     |     | Heinrich Albertz        | SPD    | 18/09/1950-26/05/1955 |
| Affaires sociales                                                                                         |     | Heinz Rudolph           | CDU    | 26/05/1955-19/11/1957 |
| Affaires sociales                                                                                         |     | Georg Diederichs        | SPD    | 19/11/1957-21/12/1969 |
| Affaires sociales                                                                                         |     | Kurt Partzsch           | SPD    | 29/12/1969-10/07/1974 |
| Affaires sociales                                                                                         |     | Helmut Greulich         | SPD    | 10/07/1974-06/02/1976 |
| Affaires sociales                                                                                         |     | Hermann Schnipkoweit    | CDU    | 06/02/1976-21/06/1990 |
| Affaires sociales                                                                                         |     | Walter Hiller           | SPD    | 21/06/1990-15/10/1996 |
| Affaires sociales                                                                                         |     | Wolf Weber              | SPD    | 15/10/1996-30/03/1998 |
| Femmes, Travail et Affaires sociales                                                                      |     | Heidrun Merk            | SPD    | 30/03/1998-12/12/2000 |
| Femmes, Travail et Affaires sociales                                                                      |     | Gitta Trauernicht       | SPD    | 13/12/2000-04/03/2003 |
| Affaires sociales, Femmes, Famille et Santé                                                               |     | Ursula von der Leyen    | CDU    | 04/03/2003-22/11/2005 |
| Affaires sociales, Femmes, Famille et Santé                                                               |     | Mechthild Ross-Luttmann | CDU    | 07/12/2005-27/04/2010 |
| Affaires sociales, Femmes, Famille, Santé et Intégration                                                  |     | Aygül Özkan             | CDU    | 27/04/2010-19/02/2013 |
| Affaires sociales, Femmes, Famille, Santé et Intégration Affaires sociales, Santé et Égalité (28/02/2014) |     | Cornelia Rundt          | SPD    | 19/02/2013-22/11/2017 |
| Affaires sociales, Santé et Égalité                                                                       |     | Carola Reimann          | SPD    | 22/11/2017-01/03/2021 |
| Affaires sociales, Santé et Égalité Affaires sociales, Travail, Santé et Égalité (08/02/2022)             |     | Daniela Behrens         | SPD    | 05/03/2021-           |

### Affaires fédérales
| Titre                                                                    | Nom | Nom                  | Parti | Dates                 |
| ------------------------------------------------------------------------ | --- | -------------------- | ----- | --------------------- |
| Affaires fédérales, Expulsés et Réfugiés                                 |     | Curt Miehe           | SPD   | 24/06/1964-06/07/1965 |
| Affaires fédérales, Expulsés et Réfugiés                                 |     | Maria Meyer-Sevenich | SPD   | 06/07/1965-13/10/1965 |
| Affaires fédérales, Expulsés et Réfugiés Affaires fédérales (08/07/1970) |     | Herbert Hellmann     | SPD   | 05/07/1967-06/02/1976 |
| Affaires fédérales                                                       |     | Wilfried Hasselmann  | CDU   | 06/02/1976-09/07/1986 |
| Affaires fédérales et européennes                                        |     | Heinrich Jürgens     | FDP   | 09/07/1986-21/06/1990 |
| Affaires fédérales et européennes                                        |     | Jürgen Trittin       | Verts | 21/06/1990-23/06/1994 |
| Affaires fédérales et européennes                                        |     | Wolfgang Senff       | SPD   | 15/12/1999-04/03/2003 |
|                                                                          |     |                      |       |                       |
| Affaires fédérales et européennes, et Développement régional             |     | Birgit Honé          | SPD   | 22/11/2017-08/02/2022 |
| Affaires fédérales et européennes, et Développement régional             |     | Wiebke Osigus        | SPD   | 08/02/2022-           |

### Transports
| Titre      | Nom | Nom             | Parti | Dates                 |
| ---------- | --- | --------------- | ----- | --------------------- |
| Transports |     | Theodor Tantzen | FDP   | 25/11/1946-11/01/1947 |
| Transports |     | Ernst Martens   | FDP   | 20/01/1947-19/04/1947 |

### Santé
| Titre                             | Nom | Nom       | Parti | Dates                 |
| --------------------------------- | --- | --------- | ----- | --------------------- |
| Santé publique et État-providence |     | Karl Abel | KPD   | 25/11/1946-19/04/1947 |

### Réfugiés
| Titre                                   | Nom | Nom              | Parti  | Dates                 |
| --------------------------------------- | --- | ---------------- | ------ | --------------------- |
| Affaires des réfugiés                   |     | Heinrich Albertz | SPD    | 09/06/1948-18/09/1950 |
| Expulsés, Réfugiés et Blessés de guerre |     | Erich Schellhaus | GB/BHE | 13/06/1951-19/11/1957 |
| Expulsés, Réfugiés et Blessés de guerre |     | Albert Höft      | SPD    | 19/11/1957-05/05/1959 |
| Expulsés, Réfugiés et Blessés de guerre |     | Erich Schellhaus | GB/BHE | 12/05/1959-12/06/1963 |
| Expulsés, Réfugiés et Blessés de guerre |     | Albert Höft      | SPD    | 12/06/1963-12/06/1964 |

### Reconstruction
| Titre          | Nom | Nom           | Parti | Dates                 |
| -------------- | --- | ------------- | ----- | --------------------- |
| Reconstruction |     | Konrad Mälzig | FDP   | 26/05/1955-19/11/1957 |

### Femmes
| Titre  | Nom | Nom                | Parti | Dates                 |
| ------ | --- | ------------------ | ----- | --------------------- |
| Femmes |     | Waltraud Schoppe   | Verts | 21/06/1990-23/06/1994 |
| Femmes |     | Christina Bührmann | SPD   | 23/06/1994-30/03/1998 |

### Affaires européennes
| Titre                | Nom | Nom          | Parti | Dates                 |
| -------------------- | --- | ------------ | ----- | --------------------- |
| Affaires européennes |     | Heidrun Merk | SPD   | 05/11/1996-30/03/1998 |

### Sans portefeuille
| Nom | Nom               | Parti   | Dates                 |
| --- | ----------------- | ------- | --------------------- |
|     | Richard Borowski  | SPD     | 11/06/1947-11/03/1948 |
|     | Johann Albers     | FDP     | 11/06/1947-11/03/1948 |
|     | Georg Kassenbrock | Zentrum | 11/06/1947-11/03/1948 |
|     | Karl Abel         | KPD     | 11/06/1947-05/02/1948 |

### Attributions spéciales
| Nom | Nom               | Parti   | Dates                 |
| --- | ----------------- | ------- | --------------------- |
|     | Georg Kassenbrock | Zentrum | 09/06/1948-25/05/1950 |
|     | Otto Krapp        | Zentrum | 07/06/1950-12/10/1950 |